# Гаррі Сміт Паркс
Сер Гаррі Сміт Паркс (англ. Harry Smith Parkes; нар. 24 лютого 1828 — пом. 22 березня 1885) — британський дипломат, надзвичайний посланник і повноважний міністр та генеральний консул Сполученого Королівства в Японській імперії з 1865 по 1883 рік і в китайській Імперії Цін із 1883 до 1885 року, а також британський посол у Кореї в 1884 році. Його ім'ям названо вулицю в Коулуні (Гонконг).

## Життєпис

### Ранні роки
Паркс народився у Бірчілл-холі, в парафії Блоксвіч, що в Стаффордширі (Англія). Його мати померла, коли йому було чотири роки, а батько загинув наступного року в дорожньо-транспортній пригоді. Він жив зі своїм дядьком, військово-морським офіцером у відставці, у Бірмінгемі, здобувши освіту в школі-інтернаті в Балсал-Хіті, після чого у травні 1838 року вступив до бірмінгемської школи ім. короля Едуарда.

### Кар'єра в Китаї (1841–64)
У червні 1841 року Паркс відплив у Китай, де жив зі своєю двоюрідною сестрою Мері Ванстал, яка також була дружиною німецького місіонера Карла Гюцлафа. Після прибуття в Макао в жовтні 1841 року він готувався до роботи в конторі Джона Роберта Моррісона, перекладача сера Генрі Поттінгера, який тоді був британським посланником, повноважним представником і керівником британської торгівлі в Китаї. Приблизно в той час між британцями та китайською імперією Цін точилася Перша опіумна війна (1839–42).
Паркс вивчив основи китайської мови і приєднався до Моррісона в Гонконзі в травні 1842 р. 13 червня він супроводжував Поттінгера в експедиції по річці Янцзи до Нанкіна. Паркс був свідком битви за Чженьцзян 21 липня — останньої великої битви Першої опіумної війни. Він також був присутнім під час підписання Нанкінського договору 29 серпня на борту HMS Cornwallis.

### Перекладач. Консул
У проміжку з вересня 1842 по серпень 1843 року Паркс служив діловодом у Карла Гюцлаффа, якого призначили судовим урядовцем у Чжоушані після окупації острова англійцями. У серпні 1843 він склав у Гонконзі консульський іспит із китайської мови, а наступного місяця був призначений перекладачем у Фучжоу. Однак, оскільки відбулася затримка з відкриттям порту Фучжоу, його замість цього перепризначили на службу в консульство в Кантоні та помічником колоніального секретаря Гонконгу.
У червні 1844 року Паркс був призначений перекладачем в Амой. У березні 1845 року його разом з Резерфордом Олкоком (британським консулом в Амої) перевели до Фучжоу, де 4 жовтня на них напали китайські солдати, які закидали їх камінням. У червні 1846 року він допоміг Алкоку домогтися від китайської влади у Фукіні 46 163 доларів компенсації за британське майно, розграбоване та знищене під час заворушень.
У серпні 1846 року Паркс і Алкок були переведені в Шанхай, де Паркс продовжував служити перекладачем Алкока. Наступного року він почав вивчати японську мову. У березні 1848 року супроводжував британського віцеконсула в Шанхаї до Нанкіна, щоб домовитися про покарання китайців, які напали на трьох британських місіонерів у міському районі Шанхая Цінпу. 9 квітня 1848 р. Паркса призначили перекладачем у Шанхаї. Після того, як він узяв відпустку з Європи 1850–51 років у Європі, він повернувся в Китай та продовжив службу перекладачем у Амой — це призначення він прийняв у липні 1849 р. 21 листопада 1851 р. знову перепризначений у Кантон, куди поїхав у лютому наступного року. Перебуваючи в Кантоні, служив виконувачем обов’язків консула на час відсутності сера Джона Боурінга. У серпні 1853 р. був тимчасово призначений на посаду віцеконсула Великої Британії в Кантоні.
1854 року Паркс був призначений британським консулом у Амой. 1855 року супроводжував Боурінга до Сіаму як спільний секретар дипломатичної місії для укладення комерційного договору між англійцями та сіамцями. Цю угоду, відому як Договір Боурінга, було підписано у Бангкоку 18 квітня. Потім Паркс повернувся до Британії з Договором Боурінга для його ратифікації британським урядом. Він доставив його 1 липня і був прийнятий королевою Вікторією 9 липня. Решту року він проводив, допомагаючи Міністерству закордонних справ у роботі з китайськими і сіамськими ділками та підприємцями. 5 квітня 1856 р. він обмінявся у Бангкоку ратифікаційними грамотами до Договору Боурінга і прибув у Кантон у червні з метою виконувати обов'язки британського консула на час відсутності Алкока.

### Друга опіумна війна
Робота Паркса на посаді виконувача обов'язків британського консула в Кантоні привела до відновлення контактів із Є Мінчен (або Мін-чен), призначеним Цін імператорським комісаром та генерал-губернатором Кантону. Конфлікт між ними кінець кінцем призвів до початку Другої опіумної війни (1856–60).
8 жовтня 1856 року на облавок китайської лорчі «Ерроу», яка нібито ходила під британським морським прапором, піднялися посадовці водного патруля Цін, коли та увійшла в річку Перлинна, оскільки вони отримали інформацію про те, що на її борту є кілька піратів. Вони заарештували 12 китайських моряків і зняли з судна британський морський прапор. Паркс висловив Мінчену протест з приводу вилучення прапора, позаяк розцінив це як образу Великої Британії. Мінчен відповів, що «Ерроу» належить китайським морякам і екіпажу, а прапор тоді не висів. Паркс вважав цей вчинок порушенням британських договірних прав, тому він доповів про інцидент губернатору Гонконгу серу Джону Боурінгу, змалювавши це як образу Великої Британії.
Потім Паркс зажадав від Мінчена негайно звільнити затриманих моряків і вибачитися за нібито образу британського прапора. Хоча згідно з Нанкінським договором 1842 р. було встановлено право англійцям на вхід у Кантон, перед цим їм у цьому було відмовлено. Боурінг розцінив інцидент з «Ерроу» як можливість домогтися цього права. Умисне переростання інциденту у війну було метою змусити усунути перешкоди британцям у торгівлі та дипломатії в Кантоні.
Мінчен відмовився капітулювати, незважаючи на незначні репресалії, тому 29 жовтня Королівський флот проламав стіни Кантону, після чого адмірал сер Майкл Сеймур у супроводі Паркса ввійшов в адміністративний кабінет Є Мінчена. Англійці не мали достатньо військ, щоб постійно займати Кантон, але вони тримали військові кораблі на річці Перлинна і розмістили свою артилерію так, щоб наглядати за містом. 16 грудня війська Цін підпалили європейське поселення за межами міста. Паркс відступив до Гонконгу і провів там майже рік. У цей період його люто критикували в парламенті. 26 лютого 1857 р. лорд Малмсбері сказав у Палаті лордів: «Якби не серйозні наслідки, пов'язані з цією справою, я не знаю, чи я коли-небудь зустрічав щось таке, що вважав би більш гротескним, ніж поведінка консула Паркса протягом усіх цих операцій».
У підготовці до війни проти імперії Цін в Гонконзі в листопаді 1857 року зосередилося британське підкріплення під орудою лорда Елгіна, призначеного британським Верховним комісаром і повноважним представником у Китаї. Британці діяли в координації з французами, які також були втягнуті в Другу опіумну війну через смерть у Китаї французького місіонера Огюста Шапделена. Паркс, який був прикомандирований до штабу адмірала Сеймура, входив до групи англо-французьких представників, які 12 грудня поставили ультиматум офіційним особам Цін. Коли скінчився ультиматум, 28 грудня англійці та французи обстріляли Кантон і захопили місто до кінця грудня. Паркс ганявся за Є Мінченом вулицями Кантона; Джордж Вінграв Кук повідомив, що Паркс отримав особливе задоволення від приниження Є. «Є був моєю здобиччю», — казав Паркс і, нарешті, знайшов те, що у звіті називалося «дуже товстий чоловік, який задумав перелізти через стіну в крайньому закутку» адміністративного офісу.
9 січня 1858 року уряд Цін номінально відновив на посаді генерал-губернатора Кантону Богуя (або По-куея), але містом фактично керувала Європейська комісія з двох англійців (один із яких був Паркс) і французького морського офіцера. Паркс очолював цю трійку, оскільки був єдиним серед них, хто міг говорити китайською. Комісія заснувала суд, управляла поліцією, а 10 лютого відкрила порт. Навіть незважаючи на те, що 26 червня було підписано Тяньцзіньський мирний договір, влада Цін у провінції Квантун протягом 1858 року залишалася ворожою до європейців у Кантоні. Вона навіть мобілізувала ополченців і призначила за голову Паркса велику винагороду. 6 грудня 1859 року королева Вікторія надала Парксу звання кавалера ордена Лазні.
25 червня 1859 р. нападом англійців на форти Дагу на березі річки Хай у Тяньцзіні відновилися воєнні дії між англо-французькою та цінською сторонами. 6 липня Паркса попросили приєднатися до лорда Елгіна в затоці Печіхлі. Він відплив 21 липня і був призначений китайським секретарем лорда Елгіна разом із Томасом Френсісом Вейдом.
1 серпня 1860 року як аташе генерала сера Джеймса Гранта Паркс був відряджений до району Бейтанг (Пехтанг) міста Тяньцзінь з метою оволодіти спорожнілим фортом і здійснити певну розвідку під час просування до фортів Дагу. Після успішного штурму головного північного форту 21 серпня він допомагав вести переговори щодо здачі решти китайських позицій у фортах. Через три дні прибув у Тяньцзінь, де подбав за провіант для англо-французьких військ і мав зустрічі з цінськими імператорськими комісарами. Дізнавшись, що імперські комісари не володіють повноваженнями від імператора Сяньфена, як спочатку вважалося, британські та французькі війська просунулися далі в напрямку Тунчжоу, що поблизу столиці імперії Цін Пекіна.
Паркс і делегація, до складу якої входили барон Генрі Лок (приватний секретар лорда Елгіна) та Томас Вільям Боулбі (журналіст The Times), рухалися попереду англо-французької армії з метою провести 14 і 17 вересня перемовини з цінськими чиновниками в Тунчжоу. Після певних переговорів їм вдалося домовитися про те, що англо-французька армія повинна висунутися на позицію приблизно за 8 км від Тунчжоу. 18 вересня він покинув Тунчжоу, щоб розмітити місце передбачуваного британського табору, але повернувся, щоб висловити протест цінським урядовцям, побачивши, що на тому місці скупчуються військові сили Цін. Наштовхнувшись на зловорожу реакцію, він і делегація спробували повернутися до британського штабу, але були заарештовані вояками Цін під командуванням генерала Сенгерінчена. Після взяття в полон Паркса супроводили до Пекіна спільно з Локом, Налом Сінгхом (сикхським кінним воїном) і двома французькими вояками. У Пекіні його та Лока доправили до Міністерство юстиції (або Управління покарань), де їх ув'язнили та катували.
29 вересня за розпорядженням принца Гона (брата імператора Сяньфена) Паркса і Лока перевели з в'язниці в комфортніші житлові умови в храмі, де на них чинили тиск, щоб ті втрутилися в переговори між англо-французькою та цінською сторонами. Паркс відмовився давати будь-які обіцянки або звертатися з будь-якими заявами до лорда Елгіна. 8 жовтня Паркс, Лок та ще шість членів делегації були звільнені з полону — безпосередньо перед тим, як уряд Цін отримав наказ про їх страту від імператора Сяньфена, який переховувався у гірському притулку від літньої спеки. 18 жовтня у помсту за катування та смерть інших членів делегації лорд Елгін наказав британським і французьким військам спалити Старий Літній палац на північному заході Пекіна.

### Події після Другої опійної війни
Після підписання Пекінського договору 18 жовтня 1860 року Паркс у січні 1861 року повернувся на свою посаду в Кантон і домігся уступки Коулуна на користь Корони. Тяньцзинський договір відкрив для зовнішньої торгівлі три китайські портові міста Чіньцзян, Кюкян і Ханькоу. У проміжку з лютого по квітень 1861 року Паркс супроводжував віцеадмірала сера Джеймса Гоупа в експедиції річкою Янцзи з метою відкриття у цих трьох містах консульств і спроби досягти угоди з тайпінськими повстанцями у Нанкіні.
Паркс повернувся у Пекін в квітні 1861 р., але в червні знову поїхав у Нанкін для подальших зустрічей із ватажками тайпінських повстанців. 21 жовтня англійці та французи повернули контроль над Кантоном уряду Цін, чим, по суті, припинили виконання Парксом обов'язків британського комісара Кантона. У листопаді Паркс відвідав Шанхай, а в грудні Нінпо, знову зустрівшись із тайпінськими повстанцями. У січні 1862 року він повернувся в Англію, де розповіді про його короткочасну неволю в Китаї під час Другої опіумної війни зробили його знаменитим. 19 травня 1862 р. королева Вікторія удостоїла його звання кавалера ордена Лазні за його заслуги. Паркс покинув Англію в січні 1864 року і прибув 3 березня в Шанхай, де обійняв посаду консула, на яку його було призначено ще 21 грудня 1858 року. 1864 року його обрали головою Північно-Китайського відділення Королівського азійського товариства, тим самим реанімуючи цю занепалу організацію.

### Кар'єра в Японії (1865–83)

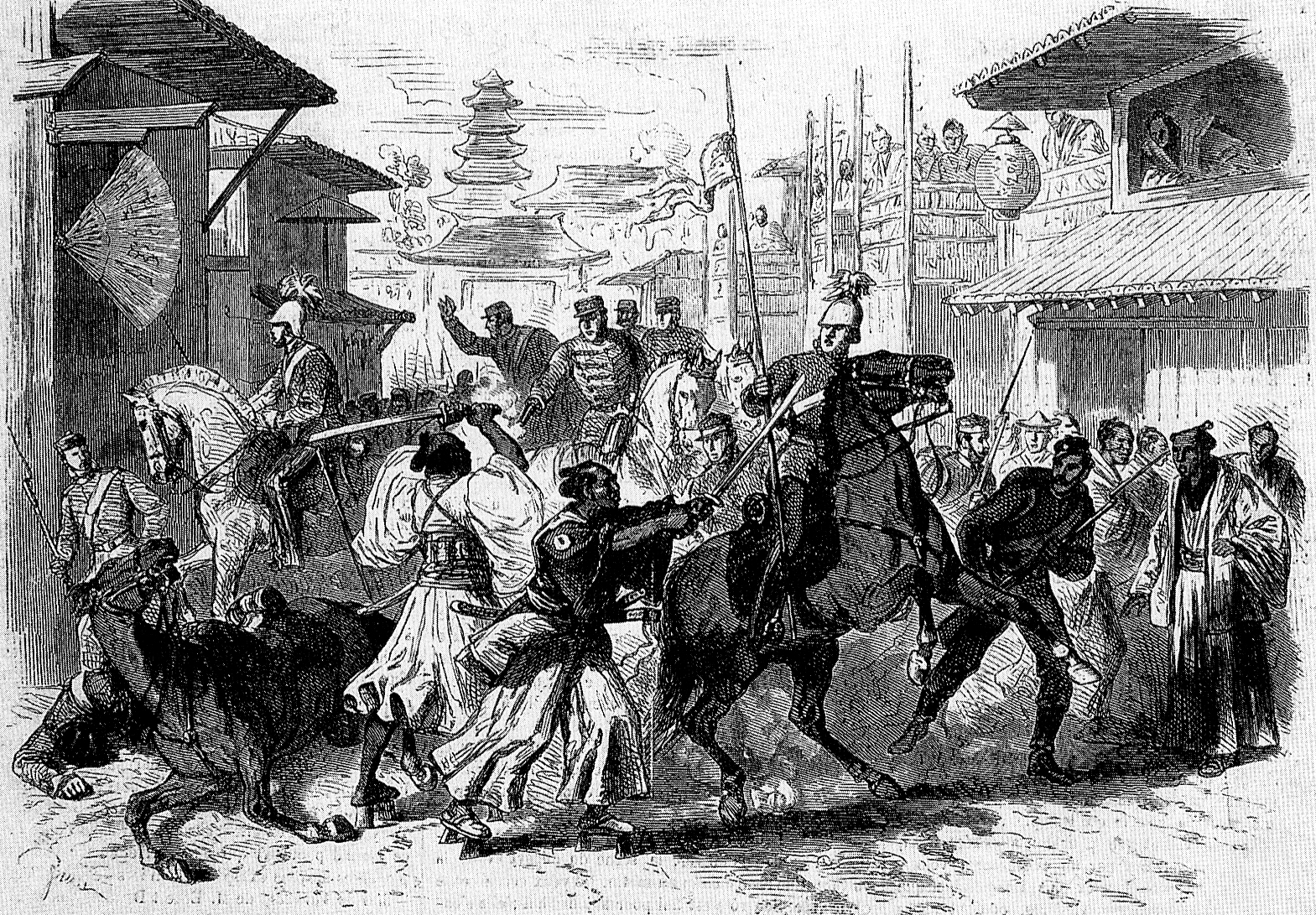
Напад на делегацію сера Гаррі Сміта Паркса до імператора Мейдзі, 23 березня 1868 р.

У травні 1865 р. під час поїздки до портів на Янцзи Паркс отримав сповіщення про те, що він став наступником сера Резерфорда Алкока на посаді Надзвичайного посланника і повноважного міністра та генерального консула Її Величності в Японії. Одним із його завдань було забезпечити схвалення Імперським судом у Кіото Договору про англо-японську дружбу 1854 року та Англо-японський договір про дружбу і торгівлю 1858 року.
У цю буремну добу Бакумацу Паркс проводив політику нейтралітету між сьогунатом Токугава та проімперськими силами, сподіваючись на мирне розв'язання кризи. Через його підтримку реформаторів він став запеклим ворогом для реакціонерів, які тричі намагалися його вбити. Повалення сьоґунату та подальша війна Босін застукали його зненацька, але він продовжив політику британського нейтралітету. 22 травня 1868 р. він вручив вірчі грамоти імператору Мейдзі, зробивши Велику Британію першою іноземною державою, яка офіційно визнала новий уряд Мейдзі.
Протягом 18 років перебування на посаді Паркс сприяв залученню великої кількості британських іноземних радників для підготовки кадрів Імперського флоту Японії та побудови сучасної інфраструктури, наприклад маяків, телеграфної системи та залізниці між Токіо та Йокогамою.
Він керував британською місією таким чином, що заохочував молодших членів до глибшого наукового дослідження та вивчення Японії. Цим скористалися Ернест Сатоу і Вільям Джордж Астон, ставши успішними японознавцями.
Перебуваючи в Японії, дружина Паркса стала відомою в 1867 році як перша жінка неяпонської національності, яка піднялася на гору Фудзі. Вона захворіла і померла в Лондоні в листопаді 1879 р., готуючись до повернення сім'ї. Паркс попри те, що його терміново викликали телеграфом, зміг дістатися Лондона лише через чотири дні після її смерті. Він писав судновому лікарю Фредеріку Віктору Дікінсу: «Вона до останнього надіялася, що я дістануся вчасно. Тепер у мене під опікою шестеро дітей і я насправді навряд чи заміню її в цьому...»

### Кар'єра в Кореї (1883–84)
Після своєї місії представника британців у перемовинах, що привели до британсько-корейського договору «Про дружбу, торгівлю та судноплавство», підписаного у палаці Кьонбоккун у Сеулі 26 листопада 1883, Паркс 1884 року був призначений послом Сполученого Королівства в Кореї (міністром у Кореї). Новий договір набув чинності у квітні 1884 р., коли Паркс повернувся в Сеул для обміну ратифікаційними грамотами.

### Смерть
Паркс помер від малярійної лихоманки 21 березня 1885 р. у Пекіні. 8 квітня 1890 р. герцог Коннаутський відкрив статую Паркса на набережній Вайтань у Шанхаї, де вона стояла, доки її не вилучили під час японської окупації Шанхаю у Другій китайсько-японській війні. Пам'ятник йому є у Соборі Святого Павла.

### Сім'я
Перебуваючи в Англії, Паркс у домі спільного друга познайомився з Фанні Пламер онукою першого віцеканцлера Англії сера Томаса Пламера. «Вона була вродливою дівчиною», — писав про неї друг — «високою, з гарними пропорціями, граційною, її барви насичені і м'які, її риси виражають чутливість і силу теплих емоцій; її темно-карі очі, сповнені розуму і промовляють про серйозність мети. Вона значною мірою володіла силою зачарування, якою славилася вся її сім'я.» Після шеститижневого залицяння Паркс і Пламер побралися на Новий рік 1856 р. у церкві Святого Лаврентія у Вітчерчі, що у нинішньому кварталі Канонс-Парк у районі Герроу. Подружжя виїхало з Англії 9 січня.
Леді Фанні Паркс відома як перша жінка-неяпонка, а, можливо, перша жінка взагалі, яка коли-небудь піднялася на гору Фудзі, що відбулося 7 і 8 жовтня 1867 р.
Старша дочка Паркса Меріон Паркс вийшла заміж за Джеймса Джонстона Кезіка з родини Кезіків — фінансистів-контролерів Jardine Matheson Holdings. Його друга дочка Мейбл Десборо Паркс одружилася з капітаном Егертоном Леветтом — ад'ютантом у Королівському флоті. Вона померла, впавши з коня 1890 року.

## Вибрані твори
У статистичному огляді письмових праць Паркса та про нього OCLC/WorldCat налічує приблизно 20 творів у більш ніж 30 публікаціях чотирма мовами у понад 400 бібліотечних фондах.
- Observations on Mr. P.P. Thoms' rendering of the Chinese word ... Man. (1852)
- File concerning Harry Parkes' mission to Bangkok in 1856 from the Archives of the Ministry of Foreign Affairs, London by Harry Parkes (1856)
- Papers, 1853–1872